# جامع ويمبلدون لندن
جامع ويمبلدون لندن، (بالإنجليزية: Wimbledon London Mosque)‏، أنشئ سنة 1977، في لندن، المملكة المتحدة. شهد النور في منزل تحول إلى مكان لإقامة الصلاة، ومن ثم انتقل إلى موقع موقف سيارات هدم لإفساح المجال لبناء مبنى بسيط يتألف من طابقين ليكون مسجدا. وبعدها اشترى المسلمون من أهالي المنطقة منزلا مجاورا وهدموه وشيدوا المسجد بصورته الحالية، وأضيفت إليه في وقت لاحق 6 مآذن خضراء وجدرانه مكسوة بالآجر الأبيض، وأضيف بعد ذلك ملحق الطابق الأعلى.

## المصمم
صمم المبنى المهندس المعماري جاك غودفري جيلبرت الذي ربما لم يكن يملك الخبرة المعمارية الإسلامية قبل ذلك. هندسته بسيطة باستثناء المآذن القصيرة على الواجهة الأمامية والتي تعطيه نكهة فريدة ومختلفة.